# NGC 2857
NGC 2857 = Arp 1 ist eine Spiralgalaxie mit aktivem Galaxienkern vom Hubble-Typ Sc im Sternbild Ursa Major am Nordsternhimmel. Sie ist schätzungsweise 219 Millionen Lichtjahre von der Milchstraße entfernt und hat einen Durchmesser von etwa 140.000 Lichtjahren. 
Im selben Himmelsareal befinden sich u. a. die Galaxien NGC 2854 und NGC 2856.
Halton Arp gliederte seinen Katalog ungewöhnlicher Galaxien nach rein morphologischen Kriterien in Gruppen. Diese Galaxie gehört zu der Klasse Spiralgalaxien mit geringer Flächenhelligkeit (Arp-Katalog).
Die Typ-IIP-Supernova SN 2012fg wurde hier beobachtet.
Das Objekt wurde am 9. Januar 1856 von dem irischen Astronomen R. J. Mitchell, einem Assistenten von William Parsons, entdeckt und später von Johan Dreyer in seinen New General Catalogue aufgenommen.

## NGC 2857-Gruppe (LGG 168)
| Galaxie   | Alternativname | Mio. Lj |
| --------- | -------------- | ------- |
| NGC 2693  | PGC 25144      | 222     |
| NGC 2694  | PGC 25143      | 229     |
| NGC 2857  | PGC 26666      | 220     |
| NGC 2769  | PGC 25870      | 217     |
| NGC 2771  | PGC 25875      | 227     |
| PGC 24372 | UGC 4515       | 224     |
| PGC 24517 | UGC 4546       | 234     |
| PGC 25305 | UGC 4717       | 219     |
| PGC 25308 | UGC 4719       | 228     |
| PGC 25473 | UGC 4749       | 215     |
| PGC 27641 | UGC 5157       | 216     |